# Filetism
Filetismul sau etnofiletismul (din greaca ἔθνος - ethnos „națiune” și φυλετισμός - phyletismos „tribalism”) este principiul naționalităților aplicat în domeniul ecleziastic, socotit erezie în creștinismul ortodox.  Termenul de etnofiletism desemnează ideea că o biserică autocefală locală ar trebui să se bazeze nu pe un criteriu local (eclesial), ci pe unul etnofiletist, național sau lingvistic. Termenul a fost folosit la consiliul ținut la Constantinopol la 10 septembrie 1872 pentru a califica „naționalismul filetist (religios)”, care a fost condamnat ca o erezie eclesială modernă. Altfel spus, în filetism sunt incluse toate concepțiile care așează națiunea mai presus de omenire ca întreg și mai presus de rânduielile dumnezeiești.

## Istoric
În Creștinismul Ortodox există convingerea că Biserica este Trupul lui Hristos, zidire către Împărăția cerurilor, în care toți oamenii care vor să Îl primească pe Dumnezeu sunt uniți, păstrându-și identitatea, într-un întreg organic.
În acest întreg fiecare ins și fiecare națiune își are locul și rostul său, după cum într-un organism fiecare celulă și fiecare organ își are locul și rostul său.
Tot ca într-un organism, specificul particular este subordonat într-o anumită măsură - și fără a-și pierde identitatea și autonomia - binelui comun.
Filetismul este concepția, socotită în Creștinismul Ortodox erezie, care pune specificul particular, în cazul de față pe cel național, deasupra binelui comun. Altfel spus, în filetism sunt incluse toate concepțiile care așează națiunea mai presus de omenire ca întreg și mai presus de rânduielile dumnezeiești.
Creștinismul ortodox a condamnat filetismul ca erezie, ca rătăcire față de învățătura ortodoxă și cuvântul lui Dumnezeu, la Sinodul de la Constantinopole din 1872, sinod acceptat în timp de toate Bisericile Ortodoxe locale și devenit astfel cu valoare universală.
De asemenea în creștinismul ortodox este socotit erezie și similar filetismului naționalismul religios.
În istoria modernă trebuie menționat că filetismul a jucat un rol important în formarea fascismului clerical fiind ideologia de bază a mai multor mișcări de extremă dreapta. În cazul României Garda de Fier se consideră ca fiind promotoarea filetismului și naționalismului religios pe teritoriul României.